# Juan de Ovando
Juan de la Victoria Ovando y Santarén Gómez de Loaisa y Rojas (Málaga, 18 de enero de 1624 - Málaga, 11 de mayo de 1706) fue un escritor español.